# Metal: A Headbanger's Journey
Metal: A Headbanger's Journey is een documentairefilm uit 2005 geregisseerd door Sam Dunn tezamen met Scot McFadyen en Jessica Wise. De film volgt de 31-jarige Dunn, een Canadese antropoloog, die een heavymetalfan is sinds zijn twaalfde. Dunn reist de wereld over om de verschillende meningen over het muziekgenre te ontdekken, alsook de komaf, de cultuur, het controversiële en de reden waarom het door zovelen geliefde muziek is. De film ging in première op het Toronto International Film Festival van 2005, en werd uitgebracht als een dubbel-dvd in de Verenigde Staten op 19 september 2006.
Een opvolger van de film, getiteld Global Metal, kwam uit in 2008.

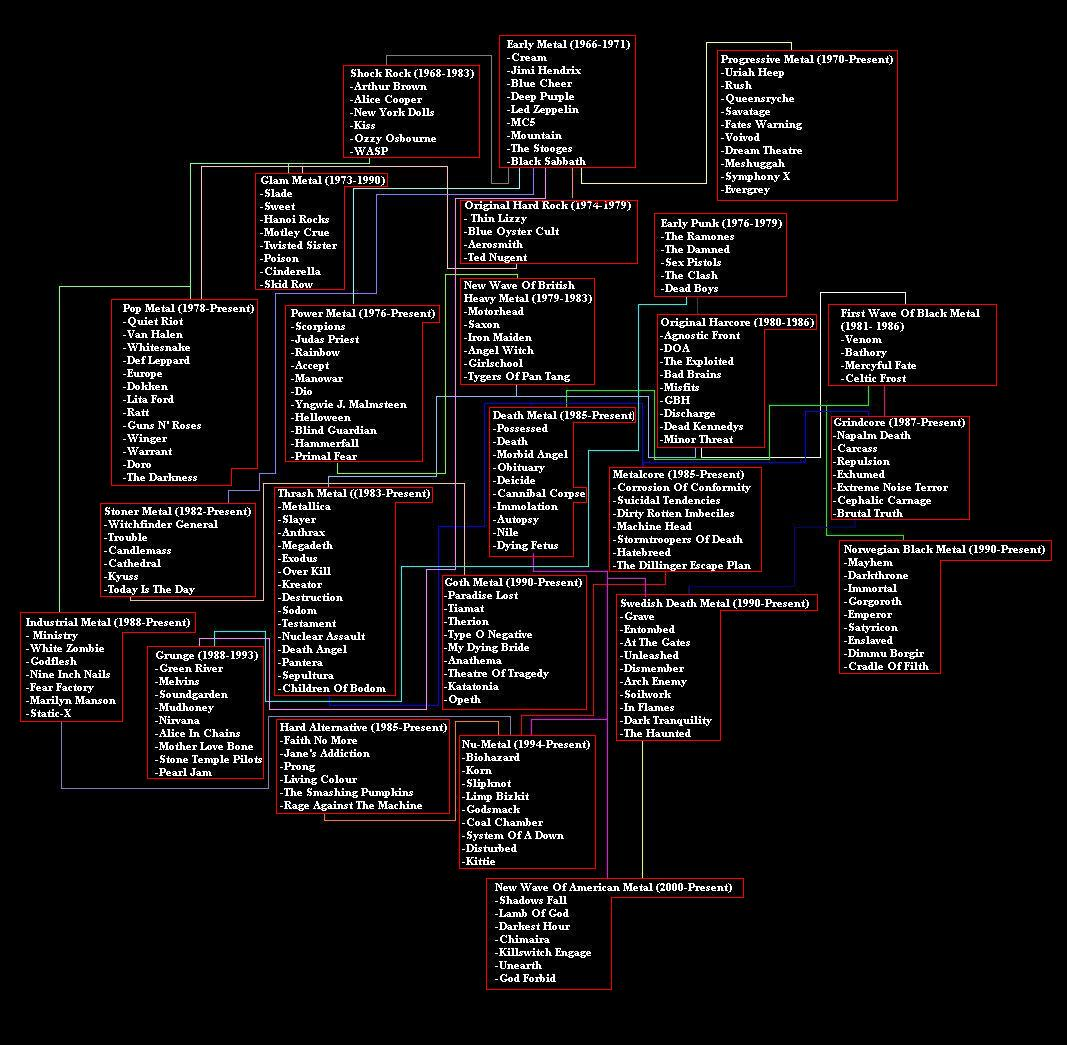
De door Sam Dunn gebruikte schematische weergave van de diverse metalgenres

## Subgenres
Als een rode draad door de film loopt een schema waarin Dunn de diverse metalgenres en hun onderlinge verwantschap uiteenzet. Dit zijn de genres die in de film onderscheiden worden:
- Early metal (1966−1971)
- Original hard rock (1974−1979)
- Shockrock (1968−1983)
- Early punk (1976−1979)
- Power metal (1976−heden)
- New Wave of British Heavy Metal (1979−1983)
- Progressive metal (1970−heden)
- Glam metal (1973−1990)
- Pop metal (1978−heden)
- Stoner metal (1982−heden)
- Original hardcore (1980−1986)
- Thrashmetal (1983−heden)
- First wave of black metal (1981−1986)
- Norwegian black metal (1990−heden)
- Grindcore (1987−heden)
- Death metal (1985−heden)
- Swedish death metal (1990−heden)
- Goth metal oftewel Doom metal (1990−heden)
- Metalcore (1985−heden)
- Grunge (1988−1994)
- Industrial metal (1988−heden)
- Hard alternative (1985−heden)
- Nu metal (1994−heden)
- New Wave of American Metal (2000−heden)

## Interviews
Een groot deel van de film bestaat uit interviews met bekende metalmuzikanten als Ronnie James Dio (van o.a. Black Sabbath), Alice Cooper, Dee Snider (Twisted Sister), Bruce Dickinson (Iron Maiden), Lemmy Kilmister (Motörhead), Tom Araya (Slayer) en Gaahl (Gorgoroth).